# Caio Monteiro
Caio Monteiro Costa (Rio de Janeiro, 10 febbraio 1997) è un calciatore brasiliano, attaccante dell'Atlético Piauiense.

## Statistiche

### Presenze e reti nei club
Statistiche aggiornate al 27 marzo 2018.
| Stagione             | Squadra              | Campionato           | Campionato | Campionato | Coppe nazionali | Coppe nazionali | Coppe nazionali | Coppe continentali | Coppe continentali | Coppe continentali | Altre coppe | Altre coppe | Altre coppe | Totale | Totale |
| Stagione             | Squadra              | Comp                 | Pres       | Reti       | Comp            | Pres            | Reti            | Comp               | Pres               | Reti               | Comp        | Pres        | Reti        | Pres   | Reti   |
| -------------------- | -------------------- | -------------------- | ---------- | ---------- | --------------- | --------------- | --------------- | ------------------ | ------------------ | ------------------ | ----------- | ----------- | ----------- | ------ | ------ |
| 2016                 | Vasco da Gama        | B+A1/RJ              | 9+6        | 1+0        | CB              | 2               | 1               | -                  | -                  | -                  | -           | -           | -           | 17     | 2      |
| 2017                 | Vasco da Gama        | A                    | 6          | 2          | CB              | 0               | 0               | -                  | -                  | -                  | -           | -           | -           | 6      | 2      |
| 2018                 | Vasco da Gama        | A+A1/RJ              | 0+7        | 0          | CB              | 0               | 0               | CL                 | 0                  | 0                  | -           | -           | -           | 7      | 0      |
| Totale Vasco da Gama | Totale Vasco da Gama | Totale Vasco da Gama | 28         | 3          |                 | 2               | 1               |                    | 0                  | 0                  |             | -           | -           | 30     | 4      |
| Totale carriera      | Totale carriera      | Totale carriera      | 28         | 3          |                 | 2               | 1               |                    | 0                  | 0                  |             | -           | -           | 30     | 4      |

## Palmarès

### Club

#### Competizioni statali
- Campionato Carioca: 1

Vasco da Gama: 2019